# Alliopsis brevitarsis
Alliopsis brevitarsis este o specie de muște din genul Alliopsis, familia Anthomyiidae. A fost descrisă pentru prima dată de Malloch în anul 1918.
Este endemică în California. Conform Catalogue of Life specia Alliopsis brevitarsis nu are subspecii cunoscute.